# بنك المكسيك
بنك المكسيك (بالإسبانية: Banco de México)‏ هو البنك المركزي في المكسيك. تأسس بمرسوم 25 أغسطس 1925 من قبل الرئيس بلوتاركو إلياس كاليس. وتمت المعاملات المالية به في 1 ديسمبر من نفس العام تحت الإدارة العامة لألبرتو ماسكارينياس نابارو وكان مانويل جوميث مورين أول رئيس لمجلس الإدارة.
وبدءًا من أبريل عام 1994، وبموجب التفويض الدستوري، عُد بنك المكسيك مؤسسة مستقلة بذاتها في عملياته وإدارته. وظيفته الرئيسية هي توفير العملة للاقتصاد المحلي. أثناء أداءه هذه المهمة، يولي البنك ضمان استقرار القوة الشرائية للعملة، جنبًا إلى جنب مع تعزيز كل من التنمية السليمة للنظام المالي والأداء الأمثل لأنظمة الدفع. وقد نصت المادة 28 من الدستور السياسي للولايات المتحدة المكسيكية أنه: «سيكون للدولة بنك مركزي مُستقل في أداء مهامه ووظائفه وإدارته، وأنه ليس وكالة أو كيان للإدارة الفيدرالية العامة».
ويعهد ممارسة وظائفه وإدارته إلى مجلس إدارة مؤلف من خمسة أعضاء: وهم أجوستين كارستينس بصفته المحافظ منذ 1 يناير عام 2010 مع أربعة من نائبي الرئيس وهم إليخاندرو دياث دي ليون كارييو وخابيير جوثمان كالافيي ومانويل راموس فرانثيا وروبرتو ديل كويتو ليجاسبي.